# Pastophorion
Das Pastophorion (altgriechisch παστοφόριον, von παστὸς Kapelle mit Götterbild und φορὸς tragend, latinisiert Pastophorium) war in altägyptischen Tempeln der Aufenthaltsraum der Pastophoren (Pastophoroi), der Priester, die ein Götterbild trugen. Gleichzeitig war es Aufbewahrungsraum für verschiedene Geräte des kultischen Gebrauchs.
In der byzantinischen Kirchenarchitektur wurde der Name für Räume verwendet, die seitlich des Altarraums der frühchristlichen Kirchen als Arbeitsraum des Priesters dienten. In byzantinischen Basiliken lagen meist zwei Pastophorien beidseitig der Apsis, wobei in dem linken die Opfergaben der Gemeinde auf einem Tisch ausgebreitet wurden, während der rechte den Diakonen als Aufenthaltsraum diente und zur Aufbewahrung von liturgischem Gerät genutzt wurde. Letzterem entspricht die Sakristei in westlichen beziehungsweise das Diakonikon in östlichen Kirchen.